# Guillaume de Schwarzbourg-Frankenhausen
Guillaume, comte de Schwarzbourg-Frankenhausen (4 octobre 1534 à Sondershausen – 30 septembre 1597 à Straußberg, qui fait aujourd'hui partie de Sondershausen), est comte de Schwarzbourg-Frankenhausen de 1571 jusqu'à sa mort.

## Biographie
Il est le fils du comte Gonthier XL de Schwarzbourg (1490-1552), surnommé le Riche ou Gonthier aux grosses lèvres, et sa femme, la comtesse Élisabeth (d. 14 mai 1572), fille du comte Philippe d'Isenbourg-Büdingen-Ronneburg. Il est élevé en tant que luthérien.
Après la mort de Gonthier XL en 1552, ses quatre fils, règnent d'abord en commun. Avant de prendre le gouvernement, il étudie pendant plusieurs années, à Erfurt, à Iéna, à Louvain, et à Padoue. De 1563 à 1565, il sert dans l'armée danoise et en 1566, il combat contre les Turcs.
En 1571, les frères décident de diviser leur comté. Guillaume prend la partie du comté avec la ville de Frankenhausen, qu'il choisir comme lieu de résidence, et les districts de Straußberg, Heringen et de Kelbra. Plus tard, il reçoit le district de Schernberg. Sa part du comté est nommée Schwarzbourg-Frankenhausen.
Après la mort sans enfants de Guillaume et son frère aîné Gonthier XLI de Schwarzbourg-Arnstadt, les deux autres frères, Jean-Gonthier Ier de Schwarzbourg-Sondershausen et Albert VII de Schwarzbourg-Rudolstadt divisent leurs biens. Jean Günther reçoit Arnstadt et Sondershausen, et fonde la lignée de Schwarzbourg-Sondershausen. Albert VII (1537-1605) reçoit Rudolstadt et Frankenhausen, et fonde la ligne de Schwarzbourg-Rudolstadt.
Guillaume signe à la fois la Formule de Concorde de 1577 et le Livre de la Concorde de 1580.

## Mariage
Guillaume se marie le 6 avril 1567 avec Élisabeth (morte le 23 novembre 1590), la fille du comte Joachim de Schlick. Il se remarie le 7 mars 1593 avec Clara (1571-1658), la fille du duc Guillaume de Brunswick-Lunebourg. Les deux mariages restent sans enfant.